# Grzegorz Dyndała
Grzegorz Dyndała albo mąż zmieszany (fr. George Dandin ou le Mari confondu) – komedia Moliera wystawiona po raz pierwszy w obecności Ludwika XIV w Wersalu w 1668. 
Bogaty chłop Grzegorz Dyndała z próżności swej i snobizmu żeni się z córką ubogiego szlachcica. Po ślubie jest on jednak poniżany przez zdradzającą go żonę; gardzą nim także jego teściowie. Znane powiedzenie: "Sam tego chciałeś, Grzegorzu Dyndało", wywodzi się z tej właśnie komedii Moliera i dotyczy ludzi łasych na szybki zysk, chciwych i cynicznych, którzy ostatecznie zostają ukarani przez los.